# Armchair Apocrypha
Armchair Apocrypha è il quarto album discografico in studio del cantautore statunitense Andrew Bird, pubblicato nel 2007 dalla Fat Possum.

## Tracce
Testi e musiche di Andrew Bird, eccetto dove indicato.
1. Fiery Crash – 4:12
2. Imitosis – 4:01
3. Plasticities – 4:27
4. Heretics – 3:33
5. Armchairs – 7:02
6. Darkmatter – 5:07
7. Simple X (Bird, Martin Dosh) – 3:36
8. The Supine – 0:59
9. Cataracts – 3:12
10. Scythian Empires – 4:34
11. Spare-Ohs – 4:07
12. Yawny at the Apocalypse – 3:39

## Formazione
- Andrew Bird - violino, voce, fischio, chitarra, glockenspiel
- Haley Bonar – voce (tracce 1, 9–11)
- Jon Davis – clarinetto (7)
- Dosh – batteria, piano rhodes, wurlitzer, altri suoni
- Ben Durrant – Guitar (1, 6)
- Chris Morrissey – basso (1, 2, 4, 6, 11)
- Kevin O'Donnell – batteria (4)
- Jeremy Ylvisaker – chitarra (10)